# Слован (шаховий клуб, Братислава)
Шаховий клуб «Слован» Братислава (словац. Šachový klub Slovan Bratislava) — словацький шаховий клуб із міста Братислава.

## Історія

### Початки
Предком сучасного ШК «Слован» був Братиславський шаховий клуб, заснований у лютому 1891 року. Це була заслуга вчителя Віктора Екснера, якого рік до того перевели з Відня до Братислави. Новостворене товариство очолив граф Йозеф Замойський і братиславські шахісти найтісніше контактували з колегами з Відня та Будапешта — міст, які мали давніші шахові традиції. Про діяльність товариства до 1918 року збереглося мало даних. Відомо, що 1906 року проведено першість клубу у двох класах, а найкращим гравцем Братислави на той час був Мікулаш Броди (Mikuláš Brody).

### Між війнами
Шахове життя активізувалося 1919 року, коли в кав'ярні «Centrál» проведено великий турнір за участю 30 шахістів. Переможці груп виходили у фінальний етап, де перемогу здобув Макс Вальтер (згодом, 1923 року він стане чемпіоном Чехословаччини). 8 червня 1921 року тридцять братиславських шахістів заснували Шаховий клуб Бреєра, названий на честь шахового майстра Дьюли (Юліуса) Бреєра, який на той час мешкав у Братиславі й також був серед засновників клубу. Шахісти клубу Бреєра грали у популярній кав'ярні «Штефанка» (Štefánka), а 1924 року обидва шахові клуби вирішили об'єднатися. Як наслідок виник Шаховий клуб «Братислава», що нараховував понад 400 членів. Першим головою став громадського-політичний діяч Вавро Шробар — повноважний представник чехословацької влади у Словаччині. Клуб щороку проводив  першість, перемогу в якій у 1920-х роках найчастіше святкували Дезідер Май або Макс Вальтер, а також по одному разу Ернест Смоґрович (перший учитель шахів Ріхарда Реті) і Павол Ґомбош. Наприклад, у чемпіонаті 1924 року, який мав назву «Меморіал Бреєра», взяли участь рекордні на той час 69 гравців, що змагалися в першому, другому, третьому та студентському класі. У головному класі переможець Макс Вальтер випередив Карела Опоченського — майбутнього триразового чемпіона країни. Про рівень змагань свідчить і той факт, що Вальтер і Май неодноразово ставали чемпіонами Словаччини й посідали непогані місця в міжнародних турнірах.

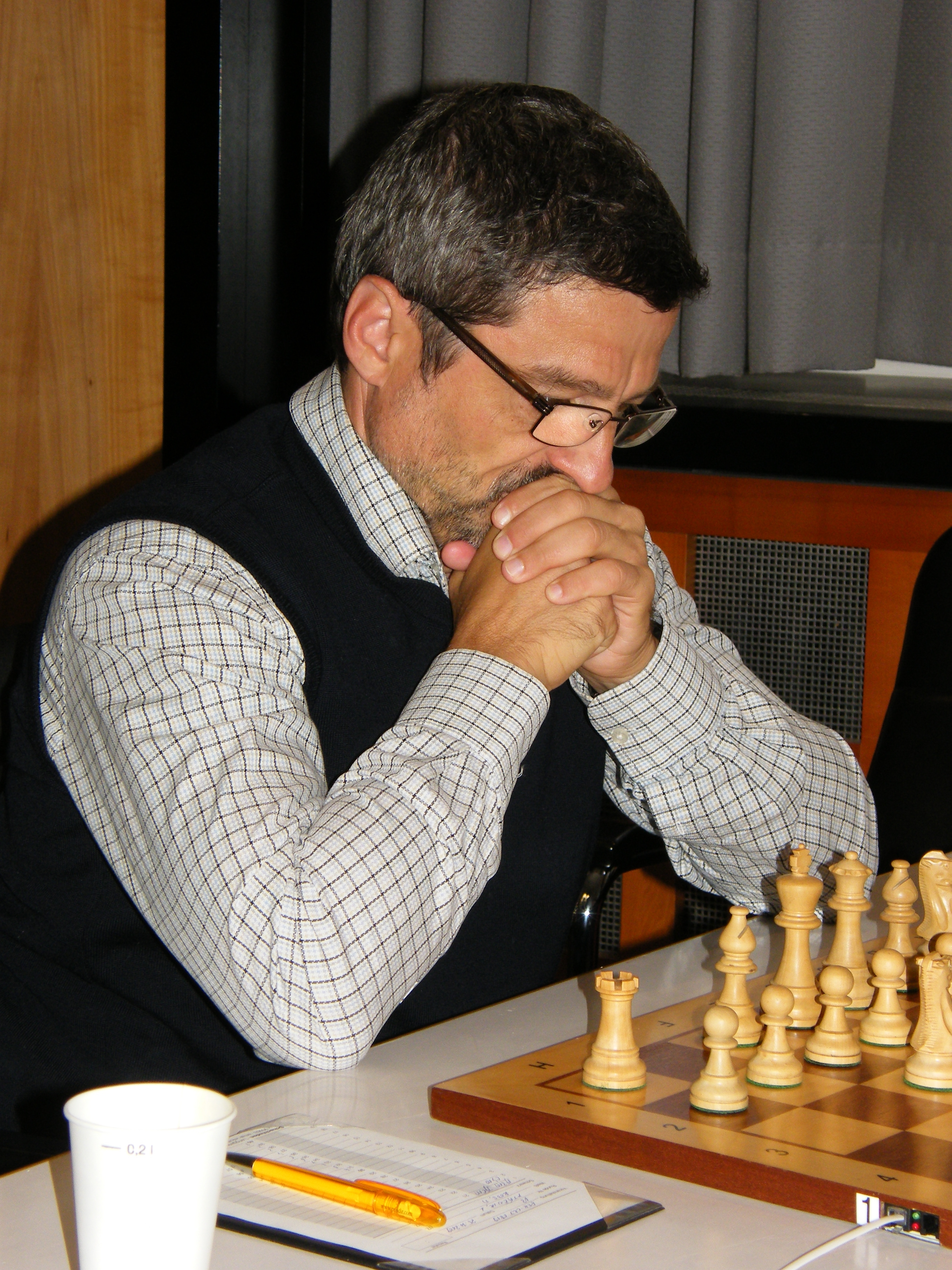
Любомир Фтачник — вихованець клубу

Клуб часто проводив матчі з командами Відня, Праги, Брно, Трнави й Нітри. У Братиславському шаховому клубі виступали зі сеансами одночасної гри такі відомі майстри як Земіш, Шпільман, Алехін, Ласкер і Рубінштейн. Економічна криза, яка розпочалася 1929 року, значно вдарила по діяльності товариства — кількість членів скоротилася до 100, клуб змушений був переїхати в інше приміщення. Клуб розпочав реорганізацію, але кількість членів усе зменшувалася й 1935 року опустилася до 84. На турнірі З'їзду Централі об'єднання чехословацьких шахістів (Ústredná jednota československých šachistov, скорочено ÚJČŠ) 1931 року в Празі братиславські шахісти досягли чи не найвищого успіху на національному рівні, посівши всі три призові місця (Зобель, Май і Вальтер). Серед інших провідних шахістів клубу виділявся Стефан Фазекаш. На міському рівні головна конкуренція йшла від клубу «Рубінштейн», який фінішував другим після «Братислави» в чемпіонаті західнословацьких жуп (областей), а в бліц-матчі несподівано переміг «Братиславу».

### Повоєнні роки
У 1940-х роках у лідери братиславських шахів вийшов Людовіт Потучек, який 5 разів вигравав першість міста. 1948 року влада реорганізовує спортивні та фізкультурні товариства. ШК «Братислава» перетворено на Народний комітет «Сокіл», а після утворення добровільних спортивних товариств назву змінено на Центральний національний комітет «Слован» (Slovan ÚNV, Ústredný národný výbor). 1955 року шахові клуби Інституту національного здоров'я, Крайового національного комітету та Центрального національного комітету об'єднано в ЦНК «Слован» (словац. Slovan ÚNV). Таку назву отримало й ціле фізкультурне товариство «Слован», однією з секцій якого була шахова. 1961 року під назвою «Димитров» (на честь Георгія Димитрова) об'єднано фізкультурні товариства «Димитров» і «Слован», а 1965 року назву змінено на «Slovan ChZJD» (словен. Chemické závody Juraja Dimitrova). Колишній гравець Ян Шевц перейшов на тренерську роботу й виховав таких шахістів як Любомир Фтачник, Ігор Штол і Роберт Тібенський.
Із 1993 року шаховий клуб «Слован» є окремою юридичною особою й базується на вул. Калінчаковій, 31.